# Contea di Wichita (Texas)
La contea di Wichita in inglese Wichita County è una contea dello Stato del Texas, negli Stati Uniti. La popolazione al censimento del 2010 era di 131 500 abitanti. Il capoluogo di contea è Wichita Falls. La contea è stata creata nel 1858 ed organizzata nel 1882.

## Geografia
| Anno | Popolazione | ±%       |
| ---- | ----------- | -------- |
| 1880 | 433         | Note:    |
| 1890 | 4 831       | 1 015,7% |
| 1900 | 5 806       | 20,2%    |
| 1910 | 16 094      | 177,2%   |
| 1920 | 72 911      | 353,0%   |
| 1930 | 74 416      | 2,1%     |
| 1940 | 73 604      | −1,1%    |
| 1950 | 98 493      | 33,8%    |
| 1960 | 123 528     | 25,4%    |
| 1970 | 120 563     | −2,4%    |
| 1980 | 121 082     | 0,4%     |
| 1990 | 122 378     | 1,1%     |
| 2000 | 131 664     | 7,6%     |
| 2010 | 131 500     | −0,1%    |

Secondo l'Ufficio del censimento degli Stati Uniti d'America la contea ha un'area totale di 633 miglia quadrate (1640 km²), di cui 628 miglia quadrate (1630 km²) sono terra, mentre 5,3 miglia quadrate (14 km², corrispondenti allo 0,8% del territorio) sono costituiti dall'acqua.

### Strade principali
- Interstate 44
- U.S. Highway 82
- U.S. Highway 277
- U.S. Highway 281
- U.S. Highway 287
- State Highway 25
- State Highway 79
- State Highway 240
- State Highway 258

### Contee adiacenti
- Tillman County (nord)
- Cotton County (nord-est)
- Clay County (est)
- Archer County (sud)
- Wilbarger County (ovest)
- Baylor County (sud-ovest)